# Долиньон
Долиньо́н (фр. Dolignon) — коммуна во Франции, находится в регионе Пикардия. Департамент коммуны — Эна. Входит в состав кантона Вервен. Округ коммуны — Вервен.
Код INSEE коммуны — 02266.

## Население
Население коммуны на 2010 год составляло 59 человек.
| 1962 | 1968 | 1975 | 1982 | 1990 | 1999 | 2010 |
| ---- | ---- | ---- | ---- | ---- | ---- | ---- |
| 88   | 84   | 80   | 78   | 55   | 45   | 59   |

## Экономика
В 2010 году среди 33 человек трудоспособного возраста (15—64 лет) 22 были экономически активными, 11 — неактивными (показатель активности — 66,7 %, в 1999 году было 75,8 %). Из 22 активных жителей работали 20 человек (10 мужчин и 10 женщин), безработных было 2 (0 мужчин и 2 женщины). Среди 11 неактивных 4 человека были учениками или студентами, 4 — пенсионерами, 3 были неактивными по другим причинам.